# Alwine von Keller
Alwine von Keller, auch Allie von Keller, Alwina von Keller, Alwine Horneffer (* 10. Juni 1878 in New York; † 31. Dezember 1965 in Interlaken), war eine deutsche Pädagogin und Psychoanalytikerin.

## Leben
1890 zog Alwine von Kellers Familie von New York nach Deutschland, zunächst nach Wiesbaden, dann nach München. Um 1897 begegnete von Keller erstmals dem Reformpädagogen Paul Geheeb. Ab Frühjahr 1916 war sie Lehrerin an der Odenwaldschule und wurde bald enge Vertraute von Geheeb. 1912 war sie an der Gründung des St. Georgs-Bunds um den Künstler Fidus beteiligt.
Alwine von Keller war in erster Ehe verheiratet mit Hans Teichmüller, der nach etwa einem Ehejahr 1898 starb. In zweiter Ehe war sie verheiratet mit Franz Horneffer, der nach kurzer Ehe an Typhus starb. Es folgte eine dritte Ehe mit Winfried Köhler, die während der Zeit des Ersten Weltkrieges geschieden wurde.
Ab 1934 war sie in Deutschland, England und der Schweiz, nach Kriegsausbruch als Schülerin von Carl Gustav Jung in der Schweiz tätig. Zu den von ihr analysierten Personen gehörten Paul Geheeb und Edith Geheeb. Daneben übersetzte sie Werke indischer Meister.

## Veröffentlichungen
- Ein Zwiegespräch. Mit Illustrationen von Fidus. St. Georgs-Bund, Woltersdorf bei Erkner 1918.
- Bereitung. Achtundzwanzig Gedichte. Mit Buchschmuck von Fidus. St. Georgs-Bund, Woltersdorf bei Erkner, 1912.
- Saul und David. Leipzig o. J.

### Übersetzungen
- Shri Aurobindo: Die Mutter. Zweiter Band. Indische Weisheit (Teil von: Shri Aurobindo: Sämtliche Werke.) Zürich 1945.
- Swami Vivekananda: Gespräche auf den tausend Inseln. Zürich 1944.
- Shri Aurobindo: Gedanken und Einblicke. Studie über das Yoga des Shri Aurobindo von N. K. Gupta. Vorrede von J. Herbert und Übersetzung aus der Originalausgabe in Arya Pondichery von Alwina von Keller. Zürich 1943.